# Troonrede
De troonrede is een regeringsverklaring van een koning of koningin.

## België
De Belgische koningen Leopold I en Leopold II hielden een troonrede op de tweede dinsdag van november voor de Verenigde Kamers, bij de opening van de parlementaire zitting. De eerste keer was op 21 juli 1831 voor het Nationaal Congres. Aan dat nagenoeg jaarlijkse gebruik kwam in 1892 een einde. In dat jaar werd de koninklijke stoet onderweg naar het parlement bestookt met pamfletten voor algemeen enkelvoudig stemrecht. In het halfrond werd Leopolds toespraak onderbroken door liberale parlementsleden die Vive le suffrage universel riepen, terwijl vanaf de publiekstribune socialistische vlugschriften naar beneden kwamen. Een woedende Leopold II besloot voortaan geen troonredes meer te geven.
Koning Albert I sprak slechts één troonrede uit, maar wel een heel beroemde. Op 22 november 1918 kondigde hij voor de verenigde kamers de in Loppem overeengekomen hervormingen aan: enkelvoudig stemrecht voor mannen, syndicale gelijkheid, Nederlands als bestuurstaal, een Vlaamse universiteit in Gent. Sindsdien zijn geen troonredes meer gehouden. 
Onder invloed van kamervoorzitter Charles-Ferdinand Nothomb opent de premier sinds 1993 het parlementaire jaar met een beleidsverklaring. Van de zijde van de koning is er sinds 1975 de jaarlijkse Kersttoespraak.

## Nederland

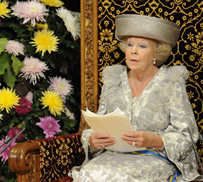
Koningin Beatrix tijdens de troonrede van 2011

In Nederland wordt er jaarlijks een troonrede gehouden door de koning, uitgesproken door de Koning der Nederlanden op Prinsjesdag tijdens de Verenigde Vergadering van de Eerste Kamer en de Tweede Kamer in de Ridderzaal. In de troonrede zijn traditioneel twee elementen te onderscheiden:
- Beschouwingen over hetgeen in de afgelopen periode in Nederland en elders in de wereld is voorgevallen.
- Aankondigingen van plannen en maatregelen op het gebied van wetgeving en bestuur.

### Geschiedenis
Koningin Wilhelmina heeft niet ieder jaar een troonrede uitgesproken, soms uit angst voor republikeinse rellen binnen of buiten de Ridderzaal, uit onvrede met het optreden van de voorzitter van de Eerste Kamer of om gezondheidsredenen. Ook tijdens de 19e eeuw werd de troonrede vaak door de in de grondwet voorziene commissie "namens de Koning" uitgesproken.
De opening vond niet altijd op de derde dinsdag van september plaats. In de 19e eeuw viel de opening van de Staten-Generaal eerst op de eerste maandag in november en later op de derde maandag in oktober.
In 1848 werd een jaarlijkse begroting ingevoerd. Om de Kamers meer tijd te geven voor de behandeling, werd de opening van de Staten-Generaal vervroegd naar de derde maandag in september. Een grondwetswijziging in 1887 verplaatste Prinsjesdag van maandag naar dinsdag. Kamerleden uit afgelegen gebieden, er waren nog niet overal spoorlijnen aangelegd, hoefden dan niet meer op zondag van huis te vertrekken om op tijd bij de opening te zijn.
Tot aan de grondwetsherziening van 1983 werd de zitting van de Staten-Generaal jaarlijks door de koning(in) geopend, en werd bij die gelegenheid de troonrede uitgesproken. Dit gebruik gaat terug op de middeleeuwse praktijk waarbij een koning een parlement bijeen riep om belastingen en bedes goed te keuren. Nu het parlement een constante constitutionele rol heeft was het begrip "openen" verouderd.
In 1983 is de zittingsduur van de Staten-Generaal gewijzigd van één jaar naar vier jaar. Sindsdien is Prinsjesdag niet meer de officiële opening van de zitting van de Staten-Generaal, maar van het parlementaire jaar. Toch bleef de derde dinsdag van september in de Grondwet staan als de dag waarop de troonrede wordt uitgesproken.
De Grondwet, artikel 65, stelt het duidelijk: 'Jaarlijks op de derde dinsdag van september of op een bij de wet te bepalen eerder tijdstip wordt door of namens de Koning(in) in een verenigde vergadering van de Staten-Generaal een uiteenzetting van het door de regering te voeren beleid gegeven'. De term 'troonrede' komt echter niet in de grondwet voor. Nederland heeft ook geen troon al kan men de grote zetel waarin de koning plaatsneemt als een troon zien.
In de 19e eeuw richtte de Tweede Kamer direct na Prinsjesdag een "Adres van Antwoord" aan de koning. Daarin werd gereageerd op de inhoud van de troonrede. Omdat na 1848 het debat over de inhoud feitelijk plaatsvond in de Kamer zelf met de verantwoordelijke ministers, werd het Adres van Antwoord steeds meer een formaliteit. In 1906 werd het gebruik afgeschaft.
De troonrede wordt sinds 1904 in de Ridderzaal gehouden. Hierdoor was de versie van 2004 bijzonder, omdat koningin Beatrix toen de honderdste troonrede in de Ridderzaal hield en voor haarzelf was het de vijfentwintigste. De troonrede werd in 1907 en 1911 niet in de Ridderzaal gehouden, omdat de zaal in 1907 gebruikt werd door een internationale conferentie en in 1911 koningin Wilhelmina verhinderd was. Ook gedurende de Tweede Wereldoorlog werd er geen troonreden gehouden. In de naoorlogse jaren 1945, 1946 en 1947 werd er weinig ceremonieel vertoon toegepast. In 2020 en 2021 werd vanwege de coronacrisis gebruik gemaakt van de Grote Kerk. Sinds 2022 wordt vanwege de verbouwing van het Binnenhof de troonrede in de Koninklijke Schouwburg gehouden.

### Totstandkoming
De troonrede wordt in hoofdzaak geschreven door de ministers en wordt uitgesproken onder politieke verantwoordelijkheid van het kabinet. Dit is het geval sinds de grondwetsherziening van 1848, waarbij de ministers verantwoordelijk werden voor al het doen en laten van de Koning.
Toenmalig minister-president Ruud Lubbers zei rond 1992 dat het een misverstand was te denken dat de koningin de troonrede alleen voorleest. Lubbers noemde de troonrede een coproductie, waar hij en de koningin "vele tientallen uren samen op zaten te werken". Zijn opvolger minister-president Wim Kok zei hierover in 1996: "de Koningin heeft een eigen rol, die bestaat uit het stellen van vragen en het geven van adviezen".
De ministers krijgen 42 dagen voor Prinsjesdag het verzoek hun aandeel in de troonrede te leveren. Op dat moment liggen intern al ambtelijke tekstvoorstellen klaar. Elk departement moet een plaats krijgen in de opsomming van beleid, en departementen streven naar maximalisatie van hun inbreng.
De tekst van de troonrede wordt door velen bewerkt voordat deze wordt uitgesproken. De minister-president heeft daarbij de regie: hij moet ervoor zorgen dat het een alomvattend en samenhangend verhaal is met een logische lijn. Een eerste concept wordt in de ministerraad behandeld.

### Taalgebruik
Er is vaak kritiek geweest op het taalgebruik van de troonrede. Sinds 1987 worden elk jaar medewerkers van het Genootschap Onze Taal ingeschakeld om dubbelzinnigheden, stijl- en taalfouten uit de tekst te halen, maar zij hebben geen zeggenschap over de stijl en begrijpelijkheid.
In 1988 ontstond een rel rond een formulering in de troonrede. Het kabinet-Lubbers liet Koningin Beatrix zeggen: "Het land is de afgelopen jaren schoner geworden. Dat geldt met name voor lucht en water". In de Tweede Kamer en in de pers kreeg premier Lubbers het verwijt dat hij de Koningin een tekst had laten uitspreken die niet in overeenstemming was met de feiten. Hierop ontstond in de Tweede Kamer een discussie over de vraag of "met name" als een beperking of als een toespitsing moest worden gelezen. Lubbers beriep zich erop dat hij zich op een oudere editie van de Van Dale had gebaseerd.
In 2010 werd in de troonrede een acrostichon verwerkt: de beginletters van de eerste vijftien regels vormen de naam Willem van Nassov, net zoals bij het Wilhelmus.

### Bede
In 2002, onder verantwoordelijkheid van CDA-premier Jan Peter Balkenende, keerde de bede terug aan het eind van de troonrede: "Moge u vanuit uw persoonlijke overtuiging inspiratie en kracht vinden voor uw verantwoordelijke werk. Ik wens u daarbij Gods zegen toe." In de tijd van de paarse kabinetten (1994-2002) kwam deze in de troonrede niet voor, en sloot de Koningin de troonrede af met "Van harte spreek ik de wens uit dat u uw verantwoordelijke taken met toewijding en grote inzet zult vervullen, in het vertrouwen dat velen met mij u wijsheid toewensen en om zegen voor u bidden."
De bede is in het verleden regelmatig aangepast of weggelaten, en is onderwerp geweest van politiek debat. Met de bede uit 2002 gebeurde dit eveneens. Omdat sommigen vonden dat te direct Gods zegen werd toegewenst, wordt sinds 2003 weer een andere variant uitgesproken, namelijk: "U mag zich daarbij gesteund weten door het besef dat velen u wijsheid toewensen en met mij om kracht en Gods zegen voor u bidden."

### Aanwezigen
Naast de Kamerleden zijn de leden van het Koninklijk Huis, het kabinet, de Raad van State en de hofhouding aanwezig. Daar buiten is plaats voor de andere Hoge Colleges van Staat, hoge ambtenaren, vlag- en opperofficieren, leden van de hoge rechterlijke macht, de commissaris van de Koning in de provincie Zuid-Holland, de burgemeester van Den Haag, ambassadeurs, bijzondere vertegenwoordigers en speciale genodigden. Er zijn enkele plaatsen voor de pers en voor burgers. Hoewel het ambtelijk kostuum na de Tweede Wereldoorlog niet meer gedragen wordt is vanaf 1977 onder de vrouwelijke aanwezigen een traditie ontstaan van het dragen van bijzondere hoeden.

### Uitzending
De troonrede wordt live op radio uitgezonden. Sinds 1952 wordt zowel de stoet als de troonrede live uitgezonden op televisie. In 2014 heeft een experiment plaatsgevonden met 360° beeldregistratie die via internet live werd uitgezonden.
Links naar de troonredes zoals uitgesproken door koningin Beatrix
- 1980
- 1981
- 1982
- 1983
- 1984
- 1985
- 1986
- 1987
- 1988
- 1989
- 1990
- 1991
- 1992
- 1993
- 1994
- 1995
- 1996
- 1997
- 1998
- 1999
- 2000
- 2001
- 2002
- 2003
- 2004
- 2005
- 2006
- 2007
- 2008
- 2009
- 2010
- 2011
- 2012

Links naar de troonredes zoals uitgesproken door koning Willem-Alexander
- 2013
- 2014
- 2015
- 2016
- 2017
- 2018
- 2019
- 2020
- 2021
- 2022
- 2023
- 2024

### Prinsjesdag en Miljoenennota
De troonrede wordt uitgesproken op Prinsjesdag en gaat met veel ceremonieel gepaard: bijvoorbeeld de rijtoer met de Gouden Koets door Den Haag en het koffertje van de minister van Financiën. In het koffertje zit de Miljoenennota, een politieke samenvatting van de ontwerp-Rijksbegroting, die het kabinet na de troonrede aan de Tweede Kamer presenteert.

## Andere landen
Niet alleen de Nederlandse koning(in) spreekt of sprak troonredes uit, ook de Britse koning(in) opent het parlement met een rede vanaf de troon. In Canada en Australië doet de Gouverneur-Generaal dat, gezeten op de troon, namens het staatshoofd. In Japan, Noorwegen en Liechtenstein is ook sprake van een troonrede. In Zweden en Denemarken woont de koning(in) de opening van het parlementaire jaar bij, maar spreekt zelf geen troonrede uit, dat doet de minister-president.